# 比尼圣马克卢
比尼圣马克卢（法語：Buigny-Saint-Maclou，法語發音：[bɥiɲi sɛ̃ maklu]）是法国上法蘭西大區索姆省的一个市镇，属于阿布维尔区。

## 地理
比尼圣马克卢（50°9'18"N, 1°48'48"E）面积7.3 平方千米，位于法国上法蘭西大區索姆省，该省份为法国北部沿海省份，北起加来海峡省和北部省，西接滨海塞纳省和大西洋英吉利海峡，南至瓦兹省，东临埃纳省。
与比尼圣马克卢接壤的市镇（或旧市镇、城区）包括：阿布维尔、德吕卡、大拉维耶、欧维莱尔、大波尔、萨伊弗利博库尔。

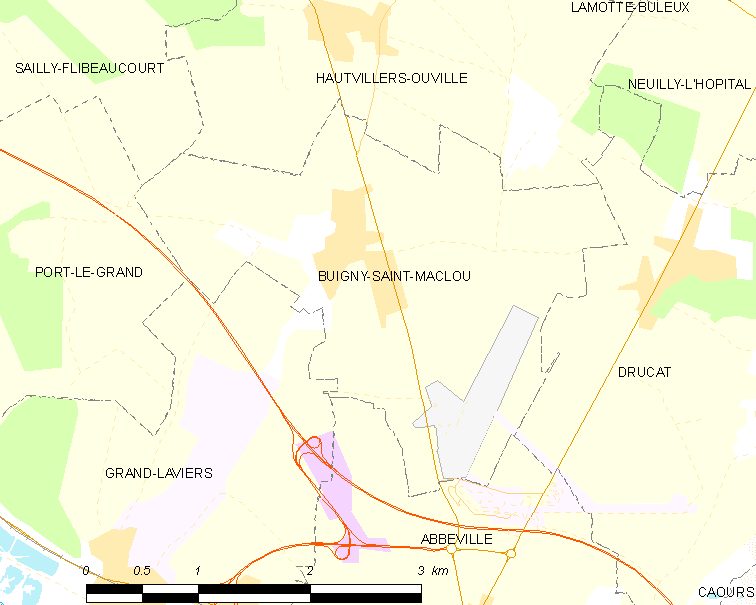
比尼圣马克卢的OSM定位图

比尼圣马克卢的时区为UTC+01:00、UTC+02:00（夏令时）。

## 行政
比尼圣马克卢的邮政编码为80132，INSEE市镇编码为80149。

## 政治
比尼圣马克卢所属的省级选区为阿布维尔第一县。

## 人口

1962-2008年间比尼圣马克卢人口变化图示

比尼圣马克卢于2022年1月1日时的人口数量为522人。